# Bökerberg
Bökerberg ist ein Ortsteil von Brombach in der Stadt Overath im Rheinisch-Bergischen Kreis in Nordrhein-Westfalen, Deutschland.

## Lage und Beschreibung
Der kleine Weiler Bökerberg ist über eine Stichstraße von der Hohkeppeler Straße aus zu erreichen, die Heiligenhaus mit Hohkeppel verbindet. Ortslagen in der Nähe sind Hufenstuhl, Meegen, Gut Ennenbach und Leffelsend.

## Geschichte
Bökerberg entstand erst in der ersten Hälfte des 20. Jahrhunderts als isoliert stehendes Einzelhaus.